# Cladoteris
Els cladoteris (Cladotheria) són una legió de mamífers de la superlegió dels trecnoteris. L'única sublegió supervivent actualment és la dels zateris, que inclou els teris.
Es diferencien per una depressió característica dels queixals més baixos.
- Cladotheria
  - Amphitheriida †
  - Butlerigale †
  - Dryolestida †
  - Meridiolestida †
  - Zatheria
    - †Arguitherium
    - †Arguimus
    - †Nanolestes
    - †Vincelestes
    - †Peramura
    - Tribosphenida